# Theodor Odenwald
Johann Karl Theodor Odenwald (* 6. Juni 1889 in Tauberbischofsheim; † 9. Januar 1970 in Heidelberg) war ein deutscher evangelischer Theologe und Hochschullehrer.

## Leben
Theodor Odenwald, Sohn eines Pfarrers, absolvierte ab 1911 ein Theologiestudium an den Universitäten Heidelberg und Berlin, das er von 1914 bis 1918 wegen seiner Teilnahme am Ersten Weltkrieg unterbrach. Anschließend nahm er sein Studium wieder auf und absolvierte ab 1920 sein Vikariat. Im Juli 1921 wurde er bei Georg Wobbermin mit der Dissertation „Das Religionsproblem bei Friedrich Nietzsche“ zum Lic. theol. promoviert. 1923 habilitierte er sich für Systematische Theologie und Religionsphilosophie. Danach war er zunächst als Privatdozent, ab 1928 als außerordentlicher Professor und von 1929 bis 1945 als ordentlicher Professor für systematische Theologie und Religionsphilosophie an der Universität Heidelberg tätig. Von 1935 bis 1945 war er Dekan der theologischen Fakultät in Heidelberg. Er war Mitglied des Ev.-Sozialen Kongresses sowie ab 1936 der theologischen Kammer der Deutschen Evangelischen Kirche. Des Weiteren war er Mitveranstalter sozialpolitischer Lehrgänge für Studierende und arbeitete beim Sozial- und Presseamt der Landeskirche Baden mit.
Odenwald befürwortete die Machtübergabe an die Nationalsozialisten als „geistige Erneuerung der Gesellschaft“. Er war Mitglied der Deutschen Christen, am 13. Dezember 1937 beantragte er die Aufnahme in die NSDAP und wurde rückwirkend zum 1. Mai desselben Jahres aufgenommen (Mitgliedsnummer 5.146.860). Er unterzeichnete die Godesberger Erklärung vom 26. März 1939, in der ausgeführt wird:

„Indem der Nationalsozialismus jeden politischen Machtanspruch der Kirchen bekämpft und die dem deutschen Volke artgemäße nationalsozialistische Weltanschauung für alle verbindlich macht, führt er das Werk Martin Luthers […] fort.“

Odenwald war Mitarbeiter am Institut zur Erforschung und Beseitigung des jüdischen Einflusses auf das deutsche kirchliche Leben in Eisenach.
Nach dem Ende des Zweiten Weltkrieges wurde er im Oktober 1945 von der US-amerikanischen Militärregierung entlassen. Anschließend unterrichtete er an einem Privatgymnasium. 1962 erhielt er die Rechtsstellung eines von seinen dienstlichen Verpflichtungen entbundenen ordentlichen Professors.